# Wereldkampioenschap curling mannen 1965
Het wereldkampioenschap curling voor mannen 1965 werd van 15 tot en met 18 maart 1965 gehouden in het Schotse Perth. De Verenigde Staten haalden het in de finale van titelverdediger Canada, en werd zo voor het eerst in de geschiedenis wereldkampioen.

## Overzicht
Na in 1964 voor het eerst naar Canada te zijn vertrokken, keerde het wereldkampioenschap dit jaar terug naar Schotland. Alle wedstrijden werden afgewerkt op de Perth Ice Rink.
Dezelfde zes landen als een jaar eerder namen deel. Er werd volgens hetzelfde format gewerkt als in 1964: alle landen namen het in de groepsfase één keer tegen elkaar op, waarna de top vier zich plaatste voor de halve finales. De eindstrijd ging uiteindelijk tussen Canada en de Verenigde Staten. De Amerikanen haalden het met 9-6, en werden zo voor het eerst wereldkampioen, na zes opeenvolgende titels voor de Canadezen. Zweden, dat als derde was geëindigd in de groepsfase, kreeg de bronzen plak, een primeur voor het Scandinavische land.

## Groepsfase
| Land             | Skip              | W | V |
| ---------------- | ----------------- | - | - |
| Verenigde Staten | Bud Somerville    | 4 | 1 |
| Canada           | Terry Braunstein  | 4 | 1 |
| Zweden           | Gunnar Kullendorf | 3 | 2 |
| Schotland        | Chuck Hay         | 3 | 2 |
| Zwitserland      | Theo Welschen     | 1 | 4 |
| Noorwegen        | Ulf Engh          | 0 | 5 |

| Land   | 1 | 2 | 3 | 4 | 5 | 6 | 7 | 8 | 9 | 10 | 11 | 12 |  | T |
| ------ | - | - | - | - | - | - | - | - | - | -- | -- | -- |  | - |
| Canada | 0 | 1 | 0 | 2 | 2 | 0 | 0 | 2 | 0 | 1  | 0  | 0  |  | 8 |
| Zweden | 0 | 0 | 1 | 0 | 0 | 2 | 2 | 0 | 1 | 0  | 1  | 0  |  | 6 |

| Land             | 1 | 2 | 3 | 4 | 5 | 6 | 7 | 8 | 9 | 10 | 11 | 12 |  | T  |
| ---------------- | - | - | - | - | - | - | - | - | - | -- | -- | -- |  | -- |
| Schotland        | ? | ? | ? | ? | ? | ? | ? | ? | ? | ?  | ?  | ?  |  | 11 |
| Verenigde Staten | ? | ? | ? | ? | ? | ? | ? | ? | ? | ?  | ?  | ?  |  | 5  |

| Land        | 1 | 2 | 3 | 4 | 5 | 6 | 7 | 8 | 9 | 10 | 11 | 12 |  | T  |
| ----------- | - | - | - | - | - | - | - | - | - | -- | -- | -- |  | -- |
| Zwitserland | ? | ? | ? | ? | ? | ? | ? | ? | ? | ?  | ?  | ?  |  | 11 |
| Noorwegen   | ? | ? | ? | ? | ? | ? | ? | ? | ? | ?  | ?  | ?  |  | 8  |

| Land             | 1 | 2 | 3 | 4 | 5 | 6 | 7 | 8 | 9 | 10 | 11 | 12 |  | T |
| ---------------- | - | - | - | - | - | - | - | - | - | -- | -- | -- |  | - |
| Verenigde Staten | 1 | 3 | 0 | 1 | 0 | 1 | 0 | 1 | 0 | 0  | 1  | 1  |  | 9 |
| Canada           | 0 | 0 | 2 | 0 | 2 | 0 | 2 | 0 | 0 | 2  | 0  | 0  |  | 8 |

| Land      | 1 | 2 | 3 | 4 | 5 | 6 | 7 | 8 | 9 | 10 | 11 | 12 |  | T  |
| --------- | - | - | - | - | - | - | - | - | - | -- | -- | -- |  | -- |
| Schotland | ? | ? | ? | ? | ? | ? | ? | ? | ? | ?  | ?  | ?  |  | 12 |
| Noorwegen | ? | ? | ? | ? | ? | ? | ? | ? | ? | ?  | ?  | ?  |  | 8  |

| Land        | 1 | 2 | 3 | 4 | 5 | 6 | 7 | 8 | 9 | 10 | 11 | 12 |  | T  |
| ----------- | - | - | - | - | - | - | - | - | - | -- | -- | -- |  | -- |
| Zweden      | ? | ? | ? | ? | ? | ? | ? | ? | ? | ?  | ?  | ?  |  | 10 |
| Zwitserland | ? | ? | ? | ? | ? | ? | ? | ? | ? | ?  | ?  | ?  |  | 9  |

| Land      | 1 | 2 | 3 | 4 | 5 | 6 | 7 | 8 | 9 | 10 | 11 | 12 |  | T  |
| --------- | - | - | - | - | - | - | - | - | - | -- | -- | -- |  | -- |
| Canada    | 1 | 1 | 1 | 0 | 0 | 3 | 0 | 2 | 0 | 0  | 3  | 0  |  | 11 |
| Noorwegen | 0 | 0 | 0 | 1 | 1 | 0 | 1 | 0 | 2 | 1  | 0  | 1  |  | 7  |

| Land        | 1 | 2 | 3 | 4 | 5 | 6 | 7 | 8 | 9 | 10 | 11 | 12 |  | T  |
| ----------- | - | - | - | - | - | - | - | - | - | -- | -- | -- |  | -- |
| Schotland   | ? | ? | ? | ? | ? | ? | ? | ? | ? | ?  | ?  | ?  |  | 29 |
| Zwitserland | ? | ? | ? | ? | ? | ? | ? | ? | ? | ?  | ?  | ?  |  | 8  |

| Land             | 1 | 2 | 3 | 4 | 5 | 6 | 7 | 8 | 9 | 10 | 11 | 12 |  | T |
| ---------------- | - | - | - | - | - | - | - | - | - | -- | -- | -- |  | - |
| Verenigde Staten | ? | ? | ? | ? | ? | ? | ? | ? | ? | ?  | ?  | ?  |  | 9 |
| Zweden           | ? | ? | ? | ? | ? | ? | ? | ? | ? | ?  | ?  | ?  |  | 7 |

| Land        | 1 | 2 | 3 | 4 | 5 | 6 | 7 | 8 | 9 | 10 | 11 | 12 |  | T  |
| ----------- | - | - | - | - | - | - | - | - | - | -- | -- | -- |  | -- |
| Canada      | ? | ? | ? | ? | ? | ? | ? | ? | ? | ?  | ?  | ?  |  | 19 |
| Zwitserland | ? | ? | ? | ? | ? | ? | ? | ? | ? | ?  | ?  | ?  |  | 3  |

| Land             | 1 | 2 | 3 | 4 | 5 | 6 | 7 | 8 | 9 | 10 | 11 | 12 |  | T  |
| ---------------- | - | - | - | - | - | - | - | - | - | -- | -- | -- |  | -- |
| Verenigde Staten | ? | ? | ? | ? | ? | ? | ? | ? | ? | ?  | ?  | ?  |  | 22 |
| Noorwegen        | ? | ? | ? | ? | ? | ? | ? | ? | ? | ?  | ?  | ?  |  | 5  |

| Land      | 1 | 2 | 3 | 4 | 5 | 6 | 7 | 8 | 9 | 10 | 11 | 12 |  | T  |
| --------- | - | - | - | - | - | - | - | - | - | -- | -- | -- |  | -- |
| Zweden    | ? | ? | ? | ? | ? | ? | ? | ? | ? | ?  | ?  | ?  |  | 10 |
| Schotland | ? | ? | ? | ? | ? | ? | ? | ? | ? | ?  | ?  | ?  |  | 9  |

##### Vijfde speelronde
Woensdag 17 maart 1965
| Land      | 1 | 2 | 3 | 4 | 5 | 6 | 7 | 8 | 9 | 10 | 11 | 12 |  | T |
| --------- | - | - | - | - | - | - | - | - | - | -- | -- | -- |  | - |
| Canada    | ? | ? | ? | ? | ? | ? | ? | ? | ? | ?  | ?  | ?  |  | 9 |
| Schotland | ? | ? | ? | ? | ? | ? | ? | ? | ? | ?  | ?  | ?  |  | 7 |

Woensdag 17 maart 1965
| Land             | 1 | 2 | 3 | 4 | 5 | 6 | 7 | 8 | 9 | 10 | 11 | 12 |  | T  |
| ---------------- | - | - | - | - | - | - | - | - | - | -- | -- | -- |  | -- |
| Verenigde Staten | ? | ? | ? | ? | ? | ? | ? | ? | ? | ?  | ?  | ?  |  | 22 |
| Zwitserland      | ? | ? | ? | ? | ? | ? | ? | ? | ? | ?  | ?  | ?  |  | 3  |

Woensdag 17 maart 1965
| Land      | 1 | 2 | 3 | 4 | 5 | 6 | 7 | 8 | 9 | 10 | 11 | 12 |  | T |
| --------- | - | - | - | - | - | - | - | - | - | -- | -- | -- |  | - |
| Zweden    | ? | ? | ? | ? | ? | ? | ? | ? | ? | ?  | ?  | ?  |  | 8 |
| Noorwegen | ? | ? | ? | ? | ? | ? | ? | ? | ? | ?  | ?  | ?  |  | 7 |

## Play-offs
|  | Halve finales | Halve finales    | Halve finales |   |        | Finale           | Finale | Finale |
|  |               |                  |               |   |        |                  |        |        |
|  | 1             | Verenigde Staten | 14            |   |        |                  |        |        |
|  | 3             | Zweden           | 5             |   |        |                  |        |        |
|  | 3             | Zweden           | 5             |   | 1      | Verenigde Staten | 9      |        |
|  |               |                  |               |   | 1      | Verenigde Staten | 9      |        |
|  |               | 2                | Canada        | 6 |        |                  |        |        |
|  | 2             | 2                | Canada        | 6 | Canada | 8                |        |        |
|  | 2             |                  |               |   | Canada | 8                |        |        |
|  | 4             | Schotland        | 4             |   |        |                  |        |        |

| Land             | 1 | 2 | 3 | 4 | 5 | 6 | 7 | 8 | 9 | 10 | 11 | 12 |  | T  |
| ---------------- | - | - | - | - | - | - | - | - | - | -- | -- | -- |  | -- |
| Verenigde Staten | ? | ? | ? | ? | ? | ? | ? | ? | ? | ?  | ?  | ?  |  | 14 |
| Zweden           | ? | ? | ? | ? | ? | ? | ? | ? | ? | ?  | ?  | ?  |  | 5  |

| Land      | 1 | 2 | 3 | 4 | 5 | 6 | 7 | 8 | 9 | 10 | 11 | 12 |  | T |
| --------- | - | - | - | - | - | - | - | - | - | -- | -- | -- |  | - |
| Canada    | 1 | 0 | 0 | 2 | 0 | 0 | 3 | 0 | 0 | 1  | 0  | 1  |  | 8 |
| Schotland | 0 | 0 | 0 | 0 | 1 | 0 | 0 | 1 | 1 | 0  | 1  | 0  |  | 4 |

##### Finale
Donderdag 18 maart 1965
| Land             | 1 | 2 | 3 | 4 | 5 | 6 | 7 | 8 | 9 | 10 | 11 | 12 |  | T |
| ---------------- | - | - | - | - | - | - | - | - | - | -- | -- | -- |  | - |
| Verenigde Staten | 1 | 0 | 1 | 0 | 1 | 2 | 1 | 1 | 0 | 0  | 1  | 1  |  | 9 |
| Canada           | 0 | 2 | 0 | 1 | 0 | 0 | 0 | 0 | 2 | 1  | 0  | 0  |  | 6 |

## Eindstand
| Rang   | Land             |
| ------ | ---------------- |
| Goud   | Verenigde Staten |
| Zilver | Canada           |
| Brons  | Zweden           |
| 4      | Schotland        |
| 5      | Zwitserland      |
| 6      | Noorwegen        |